# سید فتح‌الله بنی‌صدر
سید فتح‌الله بنی‌صدر (درگذشت: ۲۹ مهر ۱۳۷۵) قاضی، حقوق‌دان و فعال سیاسی ایرانی مخالف حکومت پهلوی بود. بنی‌صدر از اعضای اصلی نهضت مقاومت ملی بود که پس از کودتای ۲۸ مرداد تشکیل شد و تا سال ۱۳۳۹ یعنی زمان تأسیس جبهه ملی دوم به فعالیت خود ادامه داد. بنی‌صدر در نهضت مقاومت ملی عضو کمیته اجرایی و کمیته انتشارات و تبلیغات بود.
فتح‌الله بنی‌صدر از نویسندگان پیش‌نویس قانون اساسی جمهوری اسلامی ایران بود. وی در دولت موقت مهدی بازرگان به عنوان دادستان کل کشور منصوب شد. وقتی برادر کوچکترش ابوالحسن بنی‌صدر به عنوان نخستین رئیس‌جمهور ایران انتخاب شد او هم پست مشاور حقوقی رئیس‌جمهور را بر عهده گرفت. بنی‌صدر در انتخابات مجلس اول هم شرکت داشت؛ ولی موفق به ورود به مجلس نشد. فتح‌الله بنی‌صدر در ۲۹ مهر ۱۳۷۵ درگذشت.